# Masahiko Fuketa
Masahiko Fuketa (1913 – 2001) è stato un ingegnere giapponese.

## Biografia
Ha lavorato alla Nikon (Nippon Kogaku), a capo del gruppo di studio indirizzato sulle 35 mm Leica a vite e Contax, nella primavera del 1946 inizia la progettazione di una fotocamera a telemetro e baionetta Contax dall'inconsueto formato di 24x32 mm, progettato sia per esigenze di risparmio (di spazio e di pellicola), ma anche perché proporzionalmente più adatto ai formati in pollici (anglosassoni) della carta da stampa: insomma un perfetto rapporto 4:3.
Già nel settembre del 1946, in anticipo sui tempi preventivati, la preproduzione della nuova fotocamera è ultimata, ma una serie di disguidi organizzativi fa slittare di un anno la fase di produzione in serie, ed è così che nel novembre 1947 vedono la luce i primi prototipi e poi, nel marzo del 1948, che inizia la produzione continuativa del progetto classificato come 6FB: la Nikon I, macchina a telemetro dall'otturatore sul piano focale, mutuato invece che dalla tendina metallica a scorrimento verticale Contax, da quella di tessuto a scorrimento orizzontale della Leica che sembrava offrire maggiori garanzie di uniformità di esposizione; il nome che le viene attribuito, operando una crasi da Nippon Kogaku, suona così tanto Nippon e assomiglia così da vicino al notorio marchio Ikon, proprietà della celebre Zeiss, tanto da procurare una serie di fastidi non proprio da poco al momento (successivo) della commercializzazione europea del marchio, per la quale fu imposto l'uso del marchio Nikkor.